# 奧克蘭 (勞德代爾縣)
奧克蘭（英語：Oakland）是一個位於美國阿拉巴馬州勞德代爾縣的非建制地區。該地的面積和人口皆未知。

## 地理
奧克蘭的座標為34°50′30″N 87°47′56″W / 34.84167°N 87.79889°W，而該地的平均海拔高度為169米（即554英尺）。